# 339855 Kedainiai
339855 Kedainiai este o planetă minoră (asteroid), cu un diametru de 1,463 km, din centura de asteroizi. A fost descoperită pe 7 octombrie 2005 la Molėtų astronomijos observatorija⁠(d) de  și a fost numită după Kėdainiai⁠(d). 
Obiectul prezintă o orbită caracterizată de o semiaxă mare de 2,2589882535115 UAi, o excentricitate de 0,078635498386535, o înclinație de 7,3020287496457 ° în raport cu ecliptica.